# Driver (série de jeux vidéo)
Pour les articles homonymes, voir Driver.
 (janvier 2024).
Si vous disposez d'ouvrages ou d'articles de référence ou si vous connaissez des sites web de qualité traitant du thème abordé ici, merci de compléter l'article en donnant les références utiles à sa vérifiabilité et en les liant à la section « Notes et références ».
Driver est une série de jeux vidéo développé par Reflections Interactive de 1999 à 2004 et par Ubisoft Reflections depuis 2006.

## La saga
Driver a commencé en 1999. C'est une série de jeux de voitures, qui met le joueur dans la peau d'un policier très habile en conduite, appelé John Tanner. Driver transporte le joueur qui au cours de dangereuses missions séparées par des cinématiques, suit le cours de l'histoire de ville en ville (il y en a généralement 3 ou 4 dans chaque Driver). Il existe actuellement sur consoles :
- Driver (1999):

Le joueur est lâché dans une grande ville avec sa voiture, et il suit plusieurs missions qui lui sont proposées : poursuites, destructions d'autres véhicules, rendez-vous, fuite...
- Driver 2 (2000):

Cette fois, le joueur a le droit à une histoire plus approfondie et plus recherchée. Il a la possibilité de sortir de la voiture et de contrôler Tanner et voler d'autres véhicules, le tout dans un jeu toujours en 3D. Mais il ne peut pas prendre d'armes à feu, ce qui ne sera proposé qu'à partir de Driv3r.
- Driv3r (2004):

Driver passe à la génération suivante, les graphismes sont améliorés, la physique des véhicules également, les villes sont plus détaillées, plus grandes. Le joueur peut désormais avoir à sa disponibilité des armes, et a un plus large choix de véhicules, dont des motos et des bateaux. La trame suit celle de Driver 2.
- Driver : Parallel Lines (2006):

Cette fois, le jeu ne se passe que dans une seule ville, mais sous deux périodes différentes : 1978, puis 2006. L'architecture y est différente entre les deux périodes. Les fusillades sont améliorées, la qualité des cinématiques également pour se rapprocher encore de la réalité. Il existe aussi un driver similaire à Driver : Parallel Lines sur PlayStation Portable (Driver 76).
- Driver : San Francisco (2011):

C'est le Driver de la nouvelle génération, qui revient aux sources de la série.

## Driver et GTA
En 2001, la sortie de Grand Theft Auto III a lancé une "guerre" entre les deux jeux. En effet, une mission intitulée "Tanner, l'agent double" consiste à tuer un agent de police infiltré qui est bon conducteur mais, selon votre employeur, est totalement incapable lorsqu'il est à pied. Le clin d'œil à Driver est évident, d'autant qu'une des critiques qui avaient le plus touché la série avaient concerné les phases de jeu à pied.
La série Driver répondit en intégrant au mode Faire une virée de DRIV3R des personnages nommés "Timmy Vermicelli" ressemblant étonnement au héros de Grand Theft Auto: Vice City, Tommy Vercetti mais avec des bouées au bras, le héros de Grand Theft Auto: Vice City ne pouvant pas nager contrairement à Tanner dans DRIV3R. Un bonus est donné lorsque tous ces personnages sont tués.
Au même moment, les développeurs de GTA San Andreas récidivaient : au cours d'une mission où le héros infiltre le manoir d'un rappeur, un garde joue à un jeu vidéo. Il s'énerve et on l'entend dire : "Comment les mecs qui ont développé ce jeu de bagnoles ont pu se planter à ce point ? Tanner, pauvre fiole !".
La concurrence entre les deux jeux ne se voit donc pas seulement au niveau des ventes mais dans les jeux eux-mêmes.